# Alessandro Rolla
Alessandro Rolla (22 de abril de 1757 – 15 de septiembre de 1841) fue un virtuoso italiano de la viola y el violín, compositor, director y profesor. Su hijo, Antonio Rolla, fue también un virtuoso del violín y compositor. 
Su fama descansa principalmente en el hecho de haber sido profesor del gran Paganini, a pesar de que su papel en el desarrollo de la técnica del violín y la viola fue muy importante. Algunas de las innovaciones técnicas que posteriormente usaría Paganini, como el pizzicato de mano izquierda, las escalas cromáticas tanto ascendentes como descendentes, el uso de posiciones muy altas en violín y viola, o los pasajes de octavas, fueron primero introducidos por Rolla.

## Biografía
Rolla nació en Pavia, Italia en 1757 y tras sus estudios iniciales marchó a Milán, donde desde 1770 a 1778 estudió con Giovanni Andrea Fioroni, maestro de capilla en la Catedral de Milán,
En 1772 hizo su primera aparición como solista y compositor, tocando "el primer concierto para viola jamás escuchado", según un escritor de la época. En 1782 fue elegido principal viola de la orquesta ducal de Parma, tocando el violín y la viola hasta 1802. En 1795 recibió la visita del joven Paganini, el cual le pidió que enseñara a su hijo. En las posteriores cartas de Paganini encontramos evidencia de que mantuvieron el contacto e incluso tocaron un cuarteto juntos. Esta relación debió tener una influencia en Paganini en lo que se refiere a su amor por la viola, para la cual compuso en su madurez obras de gran interés, como la "Sonata per la Grand Viola e Orchestra", la Serenata y el Terzetti concertante, además del Cuarteto nº15 para viola concertante, violín, guitarra y chelo. Tras la muerte del Duque de Parma, en 1802 le fue ofrecida una posición como director de la orquesta de La Scala en Milán. 
Aquí los nuevos gobernadores, primero franceses y luego austríacos, quisieron crear la orquesta más importante de Italia y para ello contrataron a los mayores virtuosos de su tiempo. Entre sus estudiantes durante este periodo encontramos a Cesare Pugni, el prolífico compositor de música de ballet al que enseñó violín. Rolla habría dirigido muchas de las óperas de Pugni para La Scala, como "Il Disertore Svizzero"(1831) y "La Vendetta" (1832). 
El dirigió las primeras representaciones en Milán de las óperas de Mozart Don Giovanni, Così fan tutte, La clemenza di Tito y Las bodas de Fígaro y las primeras sinfonías de Beethoven. Durante este periodo también dirigió alrededor de dieciocho óperas de los más afamados compositores de ópera de su tiempo, como Gioachino Rossini, Gaetano Donizetti o Bellini.
Desde 1811 fue también director de una Sociedad Cultural donde los músicos interpretarían obras de música de cámara de Haydn, Mozart y Beethoven entre otros. En 1813, en esta Sociedad Cultural, llevó a cabo en ámbito privado interpretaciones de la cuarta, quinta y sexta sinfonías de Beethoven. En 1808 el Conservatorio de Música de Milán fue inaugurado y Rolla fue nombrado profesor de violín y viola. Con motivo de su cargo compuso obras didácticas para sus alumnos, de diferente grado de dificultad, muchas de las cuales fueron publicadas por la recién fundada editorial Ricordi
Aunque estuvo involucrado en la dirección de óperas durante un periodo en el que la ópera dominaba sobre la música instrumental en Italia, Rolla continuó componiendo este segundo tipo de música manteniendo la tradición italiana. Escribió alrededor de 500 obras, desde composiciones didácticas a sonatas, cuartetos, sinfonías, conciertos para violín y hasta (por lo menos) trece conciertos y otras obras para viola y orquesta.
Fue significante su contribución a la distribución de la obra de Beethoven en Italia, y su gusto por Beethoven y otros compositores vieneses puede verse en sus composiciones. Continuó componiendo y tocando música de cámara hasta pocos meses antes de su muerte a la edad de 84 años.

## Estilo musical
Debido a las innovaciones técnicas que introdujo, su obra puede ser considerada de ayuda para el desarrollo de la técnica de la viola. Su estilo varía de frases muy melódicas, en un carácter típicamente operístico (rico en florituras), a un estilo extremadamente virtuoso, que usualmente identificamos con Paganini. Ingredientes de esta técnica son un amplio uso de las dobles cuerdas, pasajes rápidos en terceras y sextas, octavas de la primera a la octava posición, rápidas escalas ascendentes y descendentes tanto diatónicas como cromáticas, staccato volante y pizzicato de mano izquierda. Este intenso virtuosismo fue una innovación para la técnica de la viola, algo prácticamente inaudito en épocas anteriores. Bertini, un historiador de su tiempo, en un diccionario de músicos señala que a Rolla le fue prohibido tocar en público porque las mujeres no podían escucharle sin desmayarse o sufrir ataques de nervios. 

## Legado musical
Como un ejemplo de su fama en Italia y el extranjero debemos destacar el hecho de que durante su vida sus composiciones fueran publicadas por casas como Le Duc e Imbault en París, Artaria en Viena, Breitkopf & Hartel en Leipzig, Monzani & Hill en Londres, André en Offenbach y Ricordi en Milán desde 1809, entre muchas otras. Esta información sobre la vida de Rolla y su muy diversa actividad musical nos ayuda a interpretar su obra. Era un músico de visión europea, un innovador en su campo que fue capaz también de aprender de sus contemporáneos. Al estar profundamente inmerso en el mundo de la ópera esto tuvo una indudable influencia en su estilo como compositor, utilizando incluso veces temas de óperas para sus variaciones. 
Sus apariciones como intérprete de violín y viola, así como director en La Scala, aparecieron con crítica favorable en el Leipziger Zeitung. Rolla merece una más que importante posición en el repertorio violístico, siendo sus obras pedagógicas de gran interés tanto para alumnos como para profesores. Están concebidas muchas veces en forma de dúo para servir a la vez como medio de educación de la música de cámara.

## Obra
El número de opus de las composiciones de Rolla parece indicado con la sigla BI (catálogo Bianchi-Inzaghi).
Música orquestal (y conciertos)
- 12 sinfonías
- 20 concerti per violino e orchestra
- 15 concerti per viola e orchestra
- Concerto per corno di bassetto
- Concerto per fagotto
- Concerto per flauto
- Concertino in mi maggiore (1808)
- Vari divertimenti e variazioni

Ballet 
- Gli sponsali di Ciro con Cassandane (1789, Novara)
- Iserbeck e Zachinda (1802, Parma)
- Il turco generoso (1802, Parma)
- La locanda (1802, Parma)
- Elosia e Roberto o Il conte d'Essex (1803, Reggio Emilia)
- Pizarro ossia La conquista del Perú (1807, Milano)
- Abdul (1808, Vienna)
- Achille in Sciro (1808, Vienna)

Música de cámara 
Sextetos
- Serenata in mi maggiore per 2 violini, 2 viole e 2 corni, op. 2 (1795)
- Divertimento in do maggiore per flauto, violino, 2 viole, violoncello e pianoforte
- Sestetto in la maggiore per flauto, clarinetto, fagotto, 2 violini e viola

Quintetos
- Quintetto in re maggiore per 2 violini, 2 viole e violoncello (1815)
- Quintetto per flauto, violino, 2 viole e violoncello
- Serenata per 2 violini, 2 viole e violoncello

Cuartetos
- Quartetto in si maggiore per archi, op. 5 (1804)
- Quartetto in la maggiore per archi (1806)
- Quartetto in mi maggiore per archi (1808)
- Quartetto in re minore per archi (1808-9)
- Quartetto in sol maggiore pera archi (1808-9)
- 3 Gran Quartetti Concertanti per archi, op. 2 (1824)
- 2 quartetti per archi
- Varie variazioni per archi
- Divertimento in la maggiore per 4 violini
- 8 quartetti per flauto

Tríos
- Divertimento in si maggiore per violino, viola e violoncello
- 9 trii per violino, viola e violoncello
- 25 trattamenti notturni per 2 violini e violoncello
- 2 trii per violino e violoncello
- Sonata in la maggiore
- Concerto a 3 in mi maggiore
- Trio in si maggiore per viola, violoncello e fagotto
- 3 terzettini per 2 flauti e viola

Duetos 
- 126 duetti per 2 violini
- 78 duetti per violino e viola
- 32 duetti per 2 viole
- 3 duetti per violino e violoncello
- 16 duetti per violino e chitarra
- 4 duetti per 2 chitarre
- Duetto per 2 mandolini (1804)
- 12 duetti per flauto e violino
- 10 duetti per 2 clarinetti

Otros
- 3 sonate per violino e pianoforte
- Sonata per violino e basso
- 4 sonate per viola e basso
- 2 sonate per flauto e pianoforte
- Divertimento notturno per arpa, violino e basso
- 3 pezzi per arpa e pianoforte
- Variazioni varie
- 8 pezzi per violino
- 2 sonate per tastiera

Obra teórica
- 24 scale per violino (1813)
- 12 intonazioni per violino (1826)
- 12 intonazioni per violino (1836)
- Giro i tutti i toni relativi di terza maggiore per viola e violino (1842)
- 2 intonazioni per viola
- 3 esercizi per viola
- Giro dei 24 toni per 2 violini
- 10 studi per violino, op. 10
- 6 solfeggi per 2 violini